# 대산컴플렉스 일반산업단지
대산컴플렉스 일반산업단지는 충남 서산시 대산읍 대죽리 129-14번지 일원에 조성된 지방산업단지이다. 제3섹터 개발방식(시행사: 대산컴플렉스개발㈜)에 의해 2009년부터 조성된 산업단지는 2017년 3월 31일 준공인가 되었으며, 총조성면적 648,712m2에 산업시설면적이 478,250.7m2, 공공시설면적 85,998.3m2, 녹지면적 84,463.6m2로 이루어져 있다.
대산컴플렉스 일반산업단지는 화학물질 및 화학제품 제조업:의약품 제외(C20)이 입주가능하며 산업시설용지는 현재 분양이 모두 완료되어, 현대케미칼 주식회사와 코오롱인더스트리(주)가 가동 중에 있으며, 현대오씨아이㈜가 건축 중에 있다.